# Włodzimierz Skoczylas

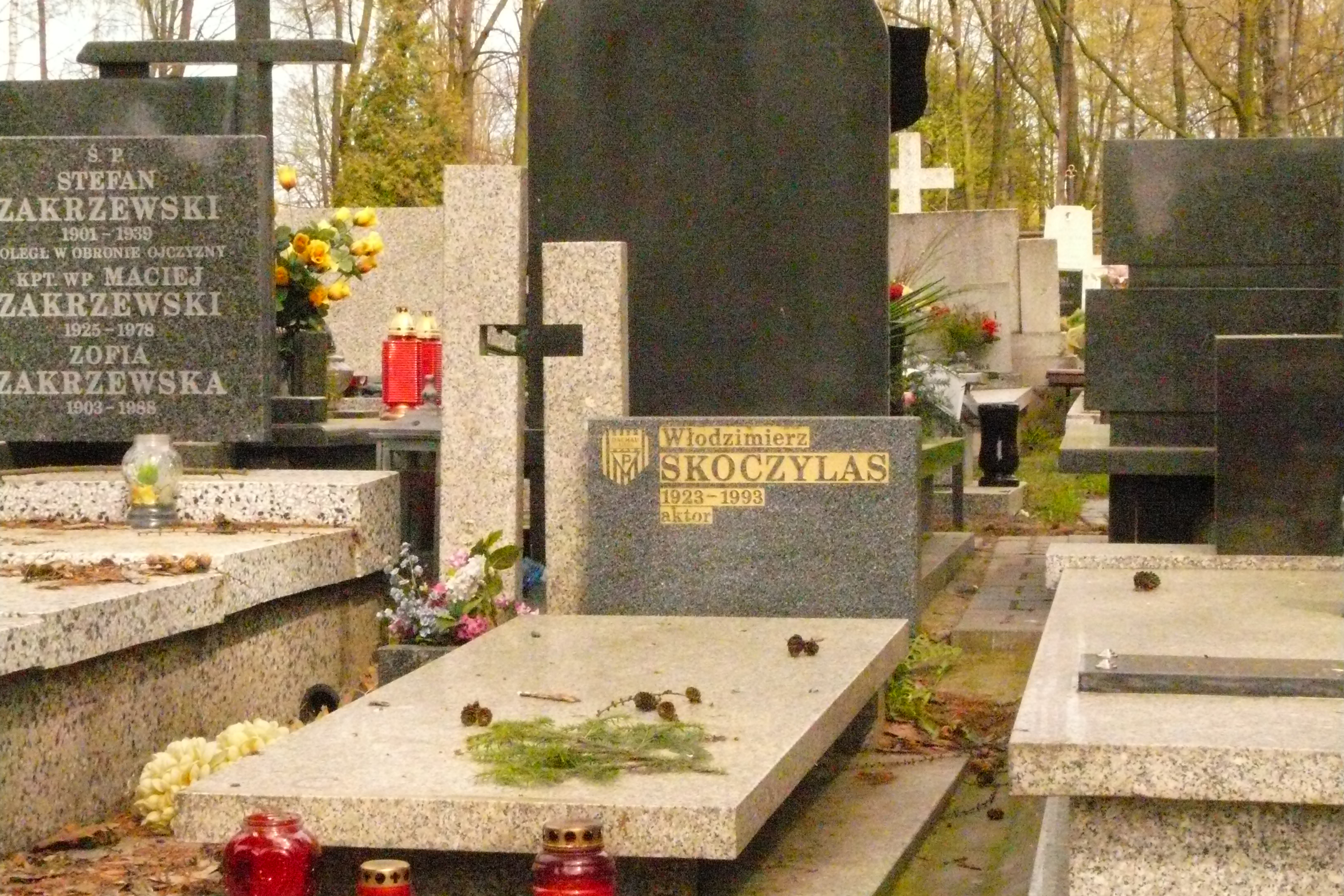
Grób Włodzimierza Skoczylasa na cmentarzu św. Rocha na Radogoszczu w Łodzi

Włodzimierz Skoczylas (ur. 7 maja 1923 w Jabłonowie Pomorskim, zm. 29 września 1993 w Łodzi) – polski aktor filmowy, teatralny i dubbingowy.

## Życiorys
Podczas II wojny światowej (w maju 1940) przez krótki czas przebywał w więzieniu radogoskim, jako jeden z kilkuset młodych mężczyzn zatrzymanych w ramach akcji łódzkiego Gestapo skierowanej przeciwko łódzkiej młodzieży (która była „uzupełnieniem” listopadowej akcji przeciwko inteligencji Łodzi pod nazwą „Intelligenzaktion Litzmannstadt”). Stąd, 17 maja 1940, wywieziony do obozu koncentracyjnego Dachau, gdzie pozostał do końca istnienia tego obozu, czyli do 29 kwietnia 1945. W obozie tym zetknął się ze środowiskiem zwolenników ruchu „Zadruga”, kierowanym w Dachau przez Bogusława Stępińskiego. W nieformalnych spotkaniach tego środowiska w Łodzi uczestniczył też w pierwszych latach powojennych.
Do Polski wrócił w 1946. W 1951 ukończył studia na Wydziale Aktorskim PWST w Warszawie. W latach 1946–1947 grał w Teatrze Kukiełek RTPD w Łodzi, a w sezonie 1950/1951 w Teatrach Dramatycznych w Szczecinie. Od 1951 do 1952 był aktorem Teatru Ateneum w Warszawie, a następnie przez rok występował w łódzkim Teatrze Muzycznym. W latach 1953–1958, w sezonie 1959/1960, ponownie od 1972 do 1978 oraz w sezonie 1979/1980 występował w Teatrze im. Stefana Jaracza w Łodzi. W międzyczasie, od 1960 do 1972 był aktorem Teatru Powszechnego. Ponadto był wykładowcą na Wydziale Aktorskim PWSFTviT w Łodzi (1965–1978), a w latach 1972–1973 jego dziekanem. Grał w wielu polskich filmach, m.in. wystąpił jako Sanderus w Krzyżakach Aleksandra Forda.
Odznaczony został m.in. Medalem X-lecia PRL (1954), Odznakę Honorową miasta Łodzi (1965), Odznaką 1000-lecia Państwa Polskiego (1966), Odznaką „Zasłużony Działacz Kultury” (1970), Medalem Zwycięstwa (1971), Krzyżem Kawalerskim Orderu Odrodzenia Polski (1975).
Został pochowany na cmentarzu św. Rocha na Radogoszczu w Łodzi.

## Wybrana filmografia
- Piątka z ulicy Barskiej (1953) – Franek Kruk
- Irena do domu! (1955) – Władek
- Cafe pod Minogą (1959) – Piskorszczak „Szmaja”, brat „Starszego”
- Krzyżacy (1960) – Sanderus
- Milczące ślady (1961) – kierowca Morwy, Szelongiewicz
- O dwóch takich, co ukradli księżyc (1962) – zbójca „Łapiduch”
- Rękopis znaleziony w Saragossie (1964) – gość weselny ojca van Wordena
- Powrót doktora von Kniprode (1965) – więzień Płotek
- Kapitan Sowa na tropie (1965) – dziennikarz (odc. 4)
- Niewiarygodne przygody Marka Piegusa (1966) – Zezowaty (odc. 3, 9)
- Stajnia na Salvatorze (1967) – kolejarz Zygmunt Kowalczyk
- Stawka większa niż życie (serial telewizyjny) (1968) – Schickel vel Vogel (odc. 18)
- Rzeczpospolita babska (1969) – plutonowy Edek
- Przygody pana Michała (serial telewizyjny) (1969) – Juryca, człowiek Potockiego (odc. 2, 12, 13)
- Milion za Laurę (1971) – komendant w Kosołapem
- Lalka (1977) – Dawid Szpigelman, wierzyciel Łęckiego (odc. 4)
- Kariera Nikodema Dyzmy (serial telewizyjny) (1980) – adwokat Dyzmy (odc. 3, 7)
- Zamach stanu (1980) – obrońca w procesie brzeskim
- Niech cię odleci mara (1982) – Kulanowski, prezes banku
- Osobisty pamiętnik grzesznika przez niego samego spisany (1985) – służący Jan
- Niezwykła podróż Baltazara Kobera (1988) – sędzia

Źródło: Filmpolski.pl.

### Polski dubbing
Użyczył głosu Muchomorkowi, jednej z dwóch głównych postaci popularnego w Polsce począwszy od 1970 animowanego serialu dla dzieci Bajki z mchu i paproci.